# بارب گیلاسی
بارب گیلاسی (نام علمی: Puntius titteya) که با نام چری بارب نیز شناخته می‌شود یک ماهی آب شیرین مناطق گرمسیری از خانواده کپورماهیان و بومی کشور سریلانکا است. جمعیت‌هایی از این گونه به مکزیک و کلمبیا معرفی شده اند. بارب گیلاسی در سال ۱۹۲۹ توسط پائولز ادوارد پیریس درانیگالا به نام Puntius titteya نامگذاری شد. نامهای مترادف این گونه عبارتند از Barbus titteya و Capoeta titteya.
چری بارب در تجارت آکواریوم ماهی مهم و ارزشمندی است و در تیراژ وسیعی پرورش می‌یابد، اما همچنان به دلیل صید و جمع‌آوری بیش از حد و از دست دادن زیستگاه در معرض تهدید قرار دارد.

## ویژگی‌ها
بارب گیلاسی یک ماهی کوچک با بدنی دراز و نسبتاً فشرده است که حداکثر طول آن به ۵ سانتیمتر (۲ اینچ) می‌رسد. ماده‌ها در بالا به رنگ حنایی با درخشندگی کمی مایل به سبز، پهلوها و شکم دارای هایلایت‌های نقره ای درخشان و یک نوار افقی از نوک پوزه از طریق چشم تا پایه باله دمی امتداد دارد. نرها دارای رنگ قرمز-نارنجی متمایل به قرمز هستند که در هنگام تولید مثل به رنگ قرمز بسیار پررنگ تغییر می‌کند. نرها نسبت به ماده‌ها بدن باریک تری دارند. ماده‌ها دارای دو نوار صورتی رنگ در طرفین خود هستند که هنگام آماده بودن برای تولیدمثل تیره‌تر می‌شوند.

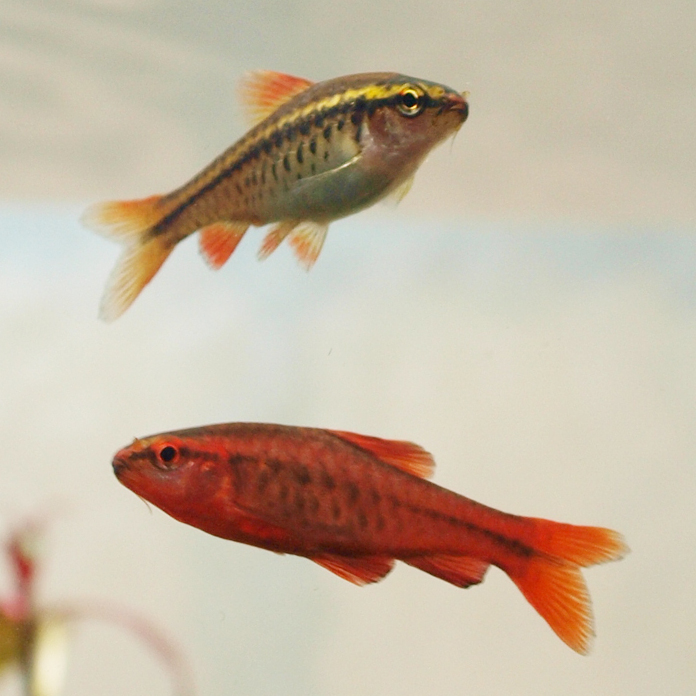
یک جفت بارب گیلاسی نر و ماده

## زیستگاه
زیستگاه طبیعی بارب گیلاسی یک پهنه آبی بسیار سایه دار، کم عمق و آرام است. بستر اصلی آن سیلتی با پوششی از برگ با آب و هوای گرمسیری است. پارامترهای آبی مناسب برای این گونه پی‌اچ ۶ تا ۸، سختی آب (dH) ۵ تا ۱۹ و محدوده دمایی ۲۳ الی ۲۷ درجه سانتیگراد است.

## در آکواریوم
این ماهی اغلب توسط علاقه مندان به آکواریوم در مخازنی با ماهیهای متنوع نگهداری می‌شود. بارب گیلاسی یک ماهی گروه‌زی است و بهتر است در گروه‌های پنج نفره یا بیشتر نگهداری شود، اگرچه این ماهی‌ها معمولاً نسبت به ماهی‌های بارب‌های دیگر گسسته‌تر هستند. بهتر است تعداد ماده به نر ۱ به ۲ باشد، در داخل گله، نر دائماً ماده‌ها را برای تولید مثل مورد آزار و اذیت قرار می‌دهد و اگر ماده‌های متعدد وجود داشته باشد، هر کدام می‌توانند برای مدتی از توجه نر دور شوند. میانگین طول عمر آنها چهار سال و حداکثر حدود هفت سال است. آکواریوم باید دارای گیاهان فراوان باشد (حدود دو سوم تا سه چهارم تانک)، البته ماهی نیز برای شنا فضای باز کافی داشته باشد. تا حدودی تمایل به پنهان شدن دارند و اغلب به زیر پوشش گیاهان عقب می‌نشینند. نرهای جوانتر عموماً آرام هستند ولی نر بالغ می‌تواند هنگام تولیدمثل بسیار پرخاشگر باشد. انواع رازبوراها و ماهی‌های آرام مشابه را می‌توان در کنار آنها نگهداری کرد.

## پرورش
هنگام تولید مثل، نر درست پشت ماده شنا می‌کند و نرهای رقیب را از میدان به در می‌کند. ماهی ماده بین ۲۰۰ تا ۳۰۰ تخم می‌ریزد و آنها را روی گیاهان و بستر پخش می‌کند. البته ممکن است تخم‌ها و لاروهای تازه از تخم درآمده و کوچک خود را بخورد. بچه‌ها در عرض یک تا دو روز از تخم خارج می‌شوند و در طول دو روز از کیسه زرده اغذیه کرده و بعد از دیگر آزادانه شنا می‌کنند. بعد از پنج هفته، اندازه بچه‌ها حدود ۱ سانتیمتر خواهند شد و به راحتی به عنوان بارب‌های گیلاسی قابل شناسایی هستند.

## همچنین ببینید
- لیست گونه های ماهی آکواریومی آب شیرین